# Керол Гілліган
Керол Гілліган (англ. Carol Gilligan, нар. 28 листопада 1936) — американська феміністка, етик і психологиня, найбільш відома своєю роботою про етичне товариство та етичні стосунки, її вважають засновницею етики піклування. 1996 року журнал Time додав Гілліган до 25 найвпливовіших людей Америки.
Гілліган є професоркою гуманітарних наук і прикладної психології в Нью-Йоркському університеті та була запрошеною професоркою в Центрі гендерних досліджень та Коледжі Ісуса Кембриджського університету до 2009 року. Також відома своєю книгою «In a Different Voice» (1982), в якій критикувала стадії морального розвитку Лоуренса Кольберга.

## Біографія
Керол Гілліган виросла в єврейській родині в Нью-Йорку. Вона була єдиною дитиною адвоката Вільяма Фрідмана та виховательки дитячого садка Мейбл Камінес. Гілліган відвідувала державну Hunter Model School та прогресивну приватну школу Волдена на Верхньому Вест-Сайді Мангеттена, також грала на фортепіано.
Гілліган здобула ступінь бакалавра summa cum laude з англійської літератури в Свортмор-коледжі, ступінь магістра з клінічної психології в Коледжі Редкліфф, а також здобула ступінь доктора соціальної психології в Гарвардському університеті, де вона написала свою докторську дисертацію «Responses to Temptation: An Analysis of Motives» (укр. Відповіді на спокусу: аналіз мотивів). Розчарувавшись в академічному середовищі, Гілліган залишила академічне середовище, щоб продовжити кар'єру в сучасних танцях.

## Кар'єра
Почала свою викладацьку кар'єру як викладачка вступу до сучасних соціальних наук у Чиказькому університеті в 1965—1966 роках. 1967 року стала викладачкою Гарвардського університету, де читала лекції із загальної освіти. 1971 року стала доценткою Гарвардської вищої школи освіти, а 1988 — обійняла посаду професорки. Гілліган два роки викладала в Кембриджському університеті (1992—1994) як професорка з американської історії та інституцій та як запрошена професорка соціальних і політичних наук. 1997 року вона стала головою кафедри гендерних досліджень Патрисії Альб'єрг Грем у Гарварді. У 1998—2001 роках Гілліган була запрошеною професоркою Мейєра, а потім — Школи права Нью-Йоркського університету.
Зрештою 2002 року Гілліган залишила Гарвард, щоб приєднатися до Нью-Йоркського університету як повна професорка Школи освіти та Школи права. Вона також була запрошеною професоркою в Кембриджському університеті в Центрі гендерних досліджень з 2003 до 2009 року.
Гілліган вивчала жіночу психологію та розвиток дівчат, була співавторкою або редагувала низку текстів зі своїми студентами. 2003 року внесла твір «Sisterhood Is Pleasurable: A Quiet Revolution in Psychology» до антології «Sisterhood Is Forever: The Women's Anthology for a New Millennium» за редакцією Робін Морган. 2008 року опублікувала свій перший роман — «Kyra». 2015 року Гілліган протягом семестру викладала в Нью-Йоркському університеті в Абу-Дабі.

## Нагороди та відзнаки
- 1984: Ms. Жінка року[17]
- 1992: Премія Грейвмаєра[en] за внесок в освіту[17]
- 1996: 25 найвпливовіших людей США журналу Time[17]
- 1998: Премія Гайнца[en] за внесок у розуміння людського стану[17]
- Нагорода Senior Research Scholar Award від Фонду Спенсера[18]

## Почесні ступені
Наступні установи надали Гілліган почесні наукові ступені:
- Реджис-коледж[en], 1983
- Свортмор-коледж, 1985
- Гаверфорд-коледж[en], 1987
- Фітчбурзький державний коледж[en], 1989
- Весліанський університет, 1992
- Массачусетська школа професійної психології, 1996
- Північно-Східний університет, 1997
- Сміт-коледж, 1999
- Хайфський університет, 2006
- Коледж кримінального правосуддя Джона Джея[en], 2006
- Коледж Маунт-Голіок, 2008

## Особисте життя
Одружена з Джеймсом Гілліганом, доктором медицини, який керував Центром вивчення насильства в Гарвардській медичній школі.
У них троє дітей: Джонатан, Тімоті та Крістофер. Джонатан Гілліган є професором наук про Землю та довкілля й професором цивільної та екологічної інженерії в Університеті Вандербільта. Джонатан також співпрацював зі своєю матір'ю над написанням п'єси «Багряна літера» (феміністична адаптація роману Готорна) та лібрето для опери «Pearl». Тімоті Гілліган є віцеголовою з питань освіти та доцентом медицини Інституту раку Тауссіга Клівлендської клініки. Крістофер Гілліган є помічником головного медичного лікаря госпіталю Brigham and Women's і директором центру Brigham and Women's Spine.